# 무라쿠시촌
무라쿠시촌(村櫛村)은 시즈오카현 후치군·하마나군에 설치되었던 촌이다. 현재의 하마마쓰시 니시구에 해당한다.